# Clinton (Kentucky)
Clinton település az Amerikai Egyesült Államok Kentucky államában. Hickman megyében, melynek megyeszékhelye is. Lakosainak száma 1222 fő (2020. április 1.).

## Népesség
A település népességének változása:

| 2010 | 1 388 |
| 2020 | 1 222 |